# Municipio de Portage (condado de Cameron)
El municipio de Portage (en inglés: Portage Township) es un municipio ubicado en el condado de Cameron en el estado estadounidense de Pensilvania. En el año 2000 tenía una población de 258 habitantes y una densidad poblacional de 5.5 personas por km².

## Geografía
El municipio de Portage se encuentra ubicado en las coordenadas 41°29′00″N 78°11′59″O / 41.48333, -78.19972.

## Demografía
Según la Oficina del Censo en 2000 los ingresos medios por hogar en la localidad eran de $34,125 y los ingresos medios por familia eran $39,750. Los hombres tenían unos ingresos medios de $32,361 frente a los $26,161 para las mujeres. La renta per cápita para la localidad era de $15,001. Alrededor del 3,2% de la población estaban por debajo del umbral de pobreza.